# Región de Malta Majjistral
Malta Majjistral es una de las 3 regiones de Malta creadas a base de la Ley del Consejo Local de 30 de junio de 1993. También se conoce como Upper West Region, en idioma inglés.
Reúne a veintinueve consejos locales en la parte norte de la isla de Malta, dividido en tres distritos, el Distrito Septentrional, el Distrito Occidental y el Distrito del Puerto Septentrional, creados sólo con fines estadísticos.
Es la mayor región de Malta, abarcando más de la mitad del territorio nacional, y la zona más poblada. En ella se encuentra el pueblo con el mayor número de residentes de Malta: Birkirkara.

## Consejos locales
- Attard
- Baia di San Paolo (San Pawl il-Bahar, St. Paul's Bay)
- Balzan
- Birchircara (Birkirkara)
- Curmi (Qormi)
- Dingli
- Gargur (Gharghur)
- Gzira
- Hamrun
- L'Iclin (Iklin)
- Lia (Lija)
- Mellieha
- Marfa (Mtarfa)
- Medina (Mdina)
- Msida
- Mugiarro (Mgarr)
- Musta (Mosta)
- Nasciar (Naxxar)
- Pembroke
- Pietà
- Rabat
- San Giuliano (San Giljan, St. Julian's)
- San Giovanni (San Gwann)
- Santa Venera
- Sliema
- Suggeui (Siggiewi)
- Swieqi
- Ta' Xbiex
- Zebbug

- Datos: Q1172940
- Multimedia: Malta Majjistral / Q1172940